# Kanton Josselin
Kanton Josselin (francouzsky Canton de Josselin) je francouzský kanton v departementu Morbihan v regionu Bretaň. Tvoří ho 11 obcí.

## Obce kantonu
- La Croix-Helléan
- Cruguel
- Les Forges
- La Grée-Saint-Laurent
- Guégon
- Guillac
- Helléan
- Josselin (2 453)
- Lanouée
- Quily
- Saint-Servant